# Lennart Sjövall
Lennart Erik Sjövall, född den 2 augusti 1921 i Traryds församling, Kronobergs län, död den 8 november 2015 i Malmö, var en svensk jurist. Han var sonson till Ossian Sjövall.
Sjövall avlade studentexamen i Lund 1940 och juris kandidatexamen vid Lunds universitet 1946. Han genomförde tingstjänstgöring i Östra och Medelsta domsaga 1947–1949 och var tingssekreterare där 1950–1951. Sjövall blev fiskal i Hovrätten över Skåne och Blekinge 1950, assessor i Malmö rådhusrätt 1959, adjungerad ledamot av Hovrätten för Övre Norrland 1963 och av Hovrätten över Skåne och Blekinge 1966, tingsdomare i Oxie och Skytts domsaga 1967, hovrättsråd i Hovrätten över Skåne och Blekinge 1971 och vice ordförande på avdelning 1976. Han vilar i en familjegrav på Norra kyrkogården i Lund.